# März 2022
Portal Geschichte | Portal Biografien | Aktuelle Ereignisse | Jahreskalender | Tagesartikel

◄ |
20. Jahrhundert |
21. Jahrhundert

◄ |
1990er |
2000er |
2010er |
2020er
| 2030er | 2040er

◄ |
2018 |
2019 |
2020 |
2021 |
2022
| 2023 | 2024 | 2025 | 2026 | ►

◄ |
Dezember 2021 |
Januar 2022 |
Februar 2022 |
März 2022 |
April 2022 |
Mai 2022 |
Juni 2022 |
►
Dieser Artikel behandelt tagesbezogene Nachrichten und Ereignisse im März 2022.

## Tagesgeschehen

Russische Invasion in die Ukraine

### Dienstag, 1. März 2022
- Ponta Delgada/Portugal: Etwa 220 Seemeilen vor der Inselgruppe der Azoren sinkt das Mitte Februar in Brand geratene Autotransportschiff Felicity Ace.

### Mittwoch, 2. März 2022
- Köln/Deutschland: Nach einer fast sechsmonatigen „geistlichen Auszeit“ kehrt Rainer Maria Woelki auf seinen Posten als Erzbischof von Köln zurück.
- New York City/Vereinigte Staaten: 141 von 193 Staaten der Generalversammlung der UNO verurteilen den Einmarsch des russischen Militärs in die Ukraine.[1]

### Donnerstag, 3. März 2022
- Chișinău/Republik Moldau: Die Regierung der Republik Moldau stellt einen Antrag auf Mitgliedschaft in der Europäischen Union.[2]
- Jerewan/Armenien: Im armenischen Parlament wird in der zweiten Abstimmungsrunde Wahagn Chatschaturjan zum Staatspräsidenten gewählt.
- Tiflis/Georgien: Die Regierung von Georgien stellt einen Antrag auf Aufnahme in die Europäische Union[3]

### Freitag, 4. März 2022
- Mount Maunganui/Neuseeland: Eröffnungsspiel des Women’s Cricket World Cup 2022
- Peking/China: Eröffnungsfeier der Winter-Paralympics 2022 im Vogelnest
- Peshawar/Pakistan: Bei einem Bombenanschlag durch die Terrororganisation ISIS sterben mindestens 63 Menschen in einer schiitischen Moschee.[4]

### Samstag, 5. März 2022
- Peking/China: Beginn des zweiwöchentlichen Nationalen Volkskongresses mit Festsetzung der Politikziele für das kommende Jahr.
- Weddellmeer: Das Wrack der 1915 gesunkenen Endurance, eines der beiden Schiffe von Ernest Shackletons Antarktis-Expedition, wird gefunden.

### Sonntag, 6. März 2022
- Doha/Katar: Mit dem Großen Preis von Katar beginnt die 74. Saison der Motorrad-Weltmeisterschaft.
- Mainz/Deutschland: Im Frankfurter Hof werden die Deutschen Kleinkunstpreise verliehen.
- Osnabrück/Deutschland: Peter Fischer und Makkabi Deutschland werden mit der Buber-Rosenzweig-Medaille ausgezeichnet.

### Montag, 7. März 2022
- Manila/Philippinen: In den Philippinen tritt ein Gesetz in Kraft, das das Mindestalter für Geschlechtsverkehr von 12 auf 16 Jahre anhebt.

### Dienstag, 8. März 2022
- Birnin Kebbi/Nigeria: Bei bewaffneten Überfällen im Bundesstaat Kebbi werden mehr als 80 Personen getötet, darunter 19 Sicherheitskräfte des Gouverneurs, der diesen Anschlag jedoch überlebt.

### Mittwoch, 9. März 2022

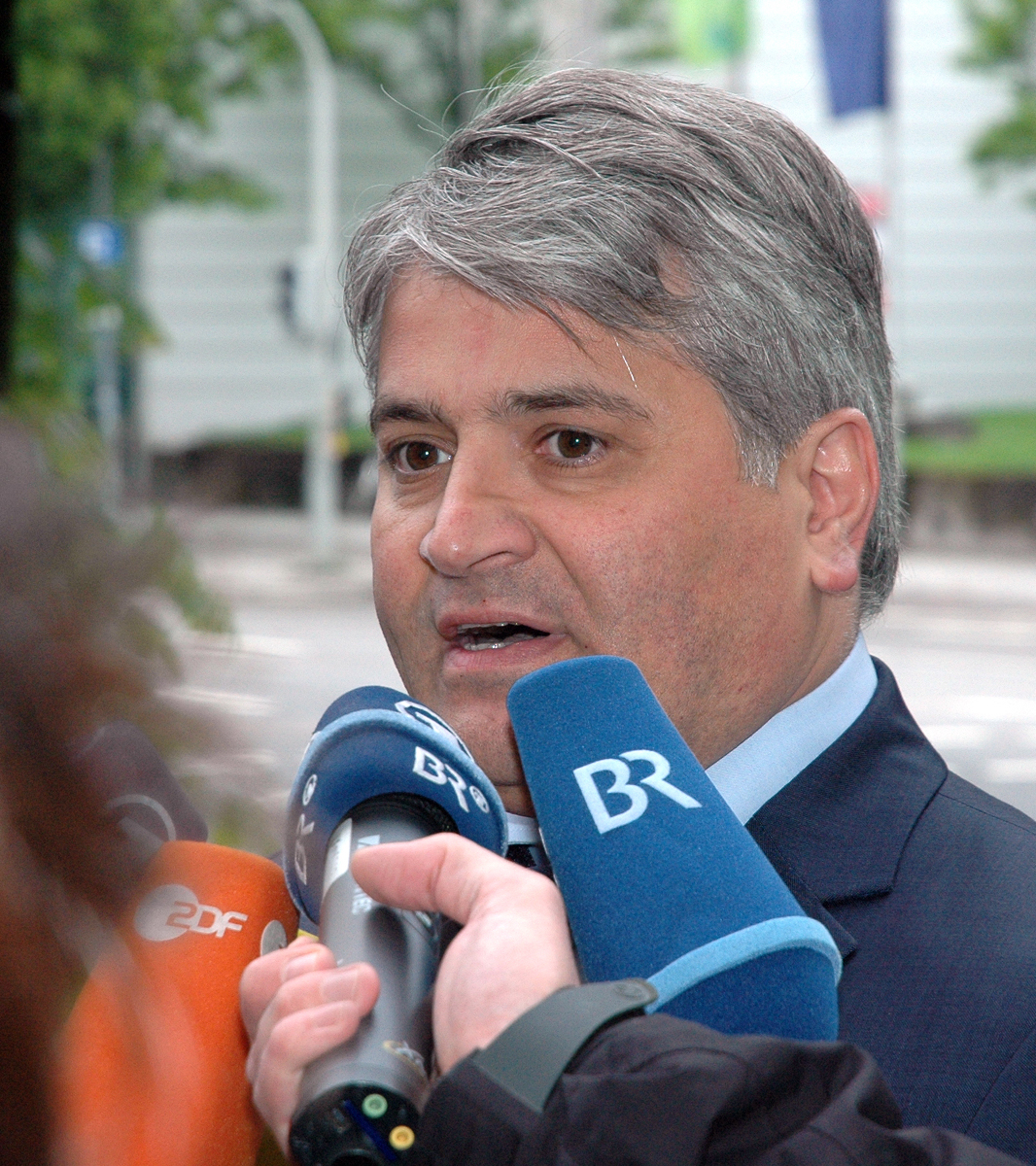
Mehmet Daimagüler (2013)

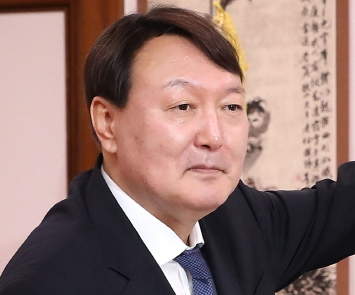
Yoon Suk-yeol (2019)

- Berlin/Deutschland: Die deutsche Bundesregierung ernennt Mehmet Daimagüler zum Beauftragten gegen Antiziganismus.
- Berlin/Deutschland: Das Bundeskabinett beschließt die Abschaffung des Paragrafen 219a im Strafgesetzbuch (Werbung für den Abbruch der Schwangerschaft).
- Seoul/Südkorea: Bei der Präsidentschaftswahl setzt sich der Oppositionskandidat Yoon Suk-yeol durch.
- Tschornobyl/Ukraine: Infolge des Krieges in der Ukraine ist das ehemalige Kernkraftwerk Tschernobyl von der Stromversorgung abgeschnitten.

### Donnerstag, 10. März 2022
- Moskau/Russland: Russland kündigt an, aus dem Europarat auszutreten.

### Freitag, 11. März 2022

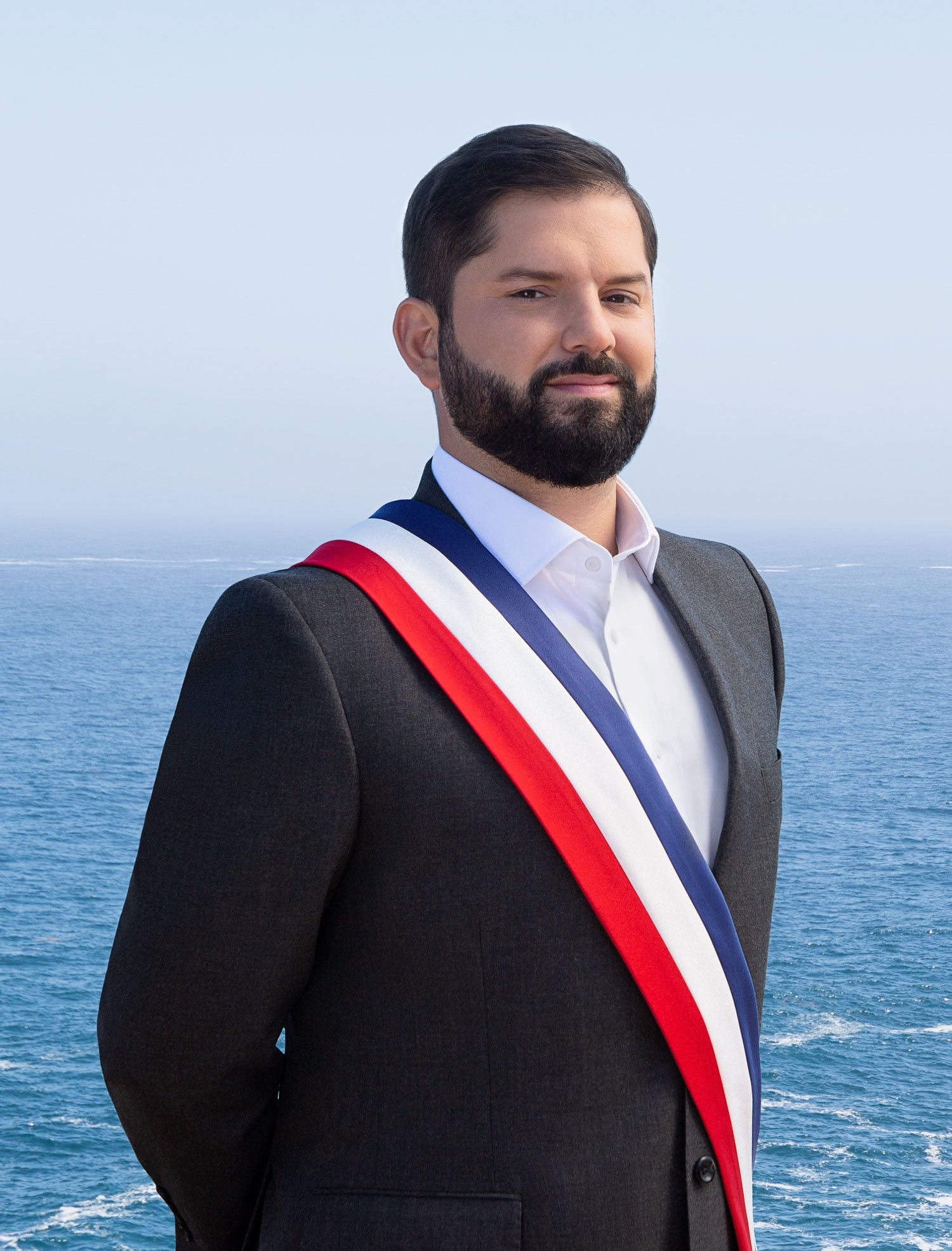
Gabriel Boric (2022)

- Bonn/Deutschland: Beim 44. Bundestag des DFB wird Bernd Neuendorf zum neuen Präsidenten gewählt.
- Flensburg/Deutschland: Jan Christian Kaack tritt sein Amt als Inspekteur der Marine an.
- Riad/Saudi-Arabien: Der saudische Blogger Raif Badawi wird nach zehn Jahren aus der Haft entlassen.
- Valparaíso/Chile: Staatspräsident Gabriel Boric und sein Kabinett werden in ihre Ämter eingeführt.
- Lualaba/Demokratische Republik Kongo: Beim Eisenbahnunfall von Lualaba kommen 75 Menschen ums Leben.

### Samstag, 12. März 2022
- Beverly Hills/Vereinigte Staaten: Verleihung der Directors Guild of America Awards.

### Sonntag, 13. März 2022

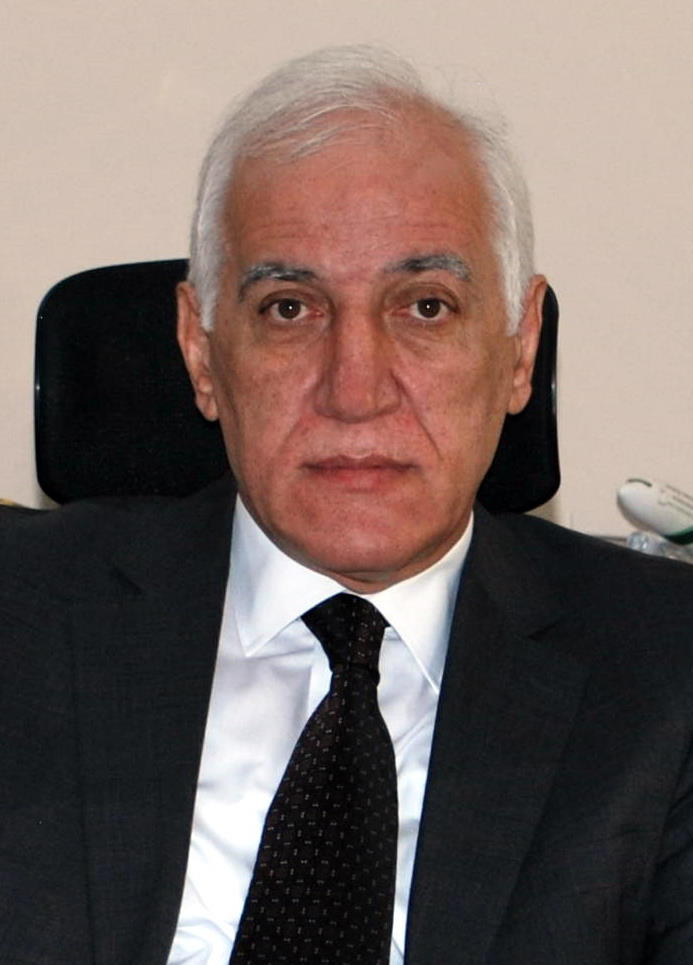
Wahagn Chatschaturjan (2021)

- Bogota/Kolumbien: Bei den Parlamentswahlen erhält das linke Wahlbündnis Pacto Histórico die meisten Stimmen. Trotz hoher Sicherheitsvorkehrungen während dieser Wahl kommt es zu Anschlägen, bei denen zwei Soldaten sterben.
- Falun/Schweden: Letzter Tag des Skilanglauf-Weltcups. Sieger wurden Johannes Høsflot Klæbo bei den Männern und Natalja Neprjajewa bei den Frauen.
- Hamilton/Bermuda: Vor dem Hintergrund internationaler Sanktionen und damit der Unmöglichkeit, entsprechende Luftfahrzeuge zu überwachen, erkennt die Luftaufsichtsbehörde von Bermuda allen dort zahlreich registrierten Flugzeugen russischer Airlines die Flugtauglichkeit mit sofortiger Wirkung ab.
- Heerenveen/Niederlande: Letzter Tag des Eisschnelllauf-Weltcups
- Innsbruck/Österreich: Stichwahlen der Bürgermeisterwahlen in Tirol
- Irpin/Ukraine: Der US-amerikanische Journalist Brent Renaud wird bei seiner journalistischen Arbeit in der Ukraine von russischen Soldaten erschossen.
- Jerewan/Armenien: Wahagn Chatschaturjan wird als armenischer Präsident vereidigt.
- London/Vereinigtes Königreich: In der Royal Albert Hall werden die British Academy Film Awards verliehen.
- Oberhof/Deutschland: Auf der Rennsteigschanze geht der Skisprung-Weltcup der Damen zu Ende. Siegerin in der Einzelwertung wird die Österreicherin Marita Kramer.
- Peking/China: Ende der Winter-Paralympics 2022. Erfolgreichste Nation im Medaillenspiegel ist der Gastgeber.
- Schonach im Schwarzwald/Deutschland: Letzter Tag des Weltcups der Nordischen Kombination
- Vikersund/Norwegen: Auf dem Vikersundbakken endet die Skiflug-WM. Den Einzelwettbewerb gewinnt der Norweger Marius Lindvik.

### Montag, 14. März 2022
- Frankfurt am Main/Deutschland: In der Paulskirche werden Katalin Karikó, Uğur Şahin und Özlem Türeci mit dem Paul-Ehrlich-und-Ludwig-Darmstaedter-Preis ausgezeichnet.
- Montreal/Kanada: Die Niederlande leiten gemeinsam mit Australien bei der Internationalen Zivilluftfahrtorganisation (ICAO) ein Verfahren gegen Russland wegen des Abschusses des Passagierflugs MH17 im Jahr 2014 ein.

### Dienstag, 15. März 2022
- Köln/Deutschland: Bei einem Brand im Regenwaldhaus des Kölner Zoos kommen mehr als 130 Tiere ums Leben.

### Mittwoch, 16. März 2022

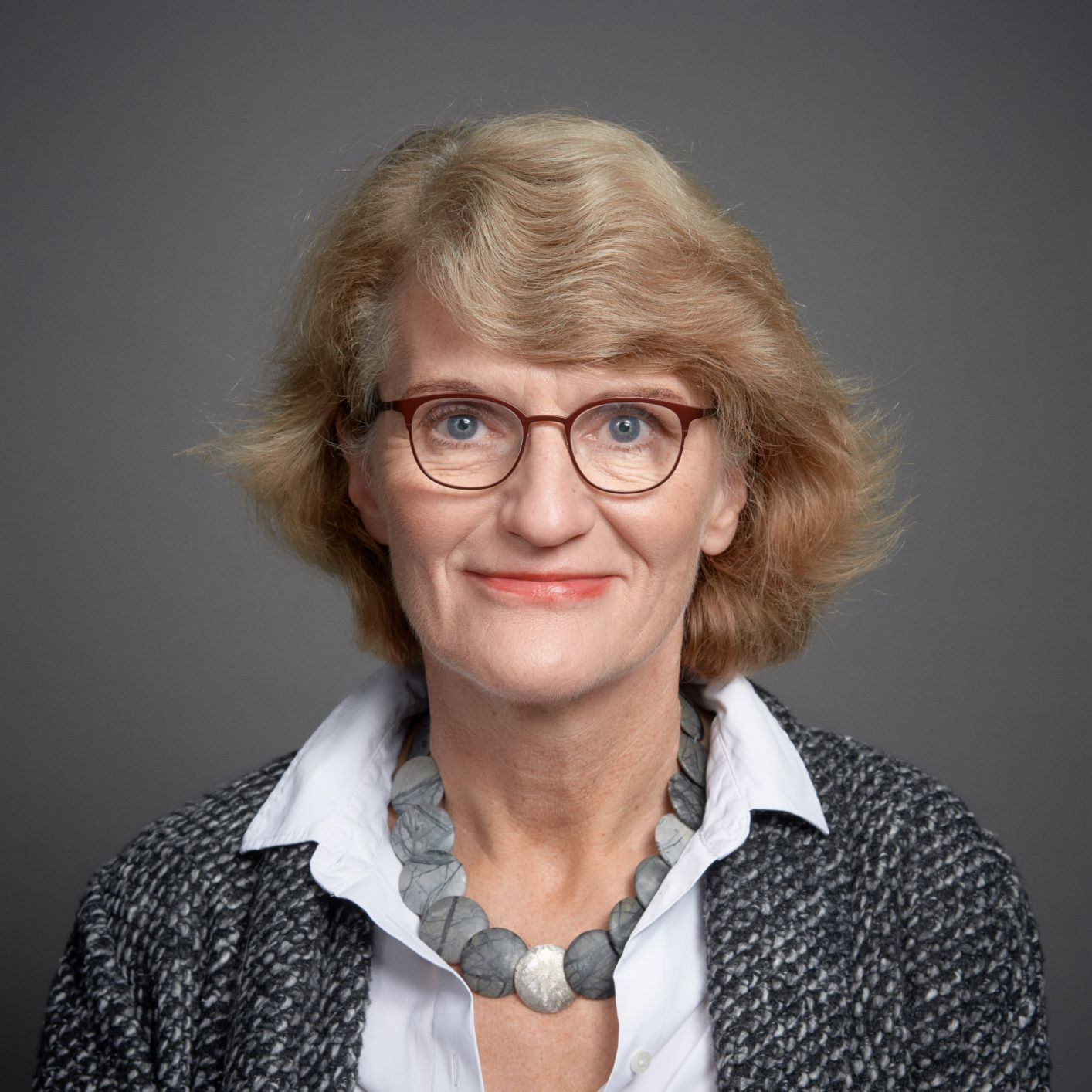
Christa Duerscheid (2019)

- Brüssel/Belgien: Nach zahlreichen russischen Attacken auf ukrainische Energienetzwerke sind die Ukraine und Moldau nach Angaben der EU-Energiekommissarin Kadri Simson erfolgreich mit dem kontinentaleuropäischen Stromnetz verbunden worden.
- Fukushima/Japan: Vor der Küste ereignet sich ein Erdbeben. Vier Menschen sterben und 107 werden verletzt
- Mannheim/Deutschland: Die Linguistin Christa Dürscheid wird mit dem Konrad-Duden-Preis ausgezeichnet.
- Tegucigalpa/Honduras: Der Oberste Gerichtshof von Honduras genehmigt die Auslieferung des ehemaligen Präsidenten des Staates, Juan Orlando Hernández, an die Vereinigten Staaten.

### Donnerstag, 17. März 2022

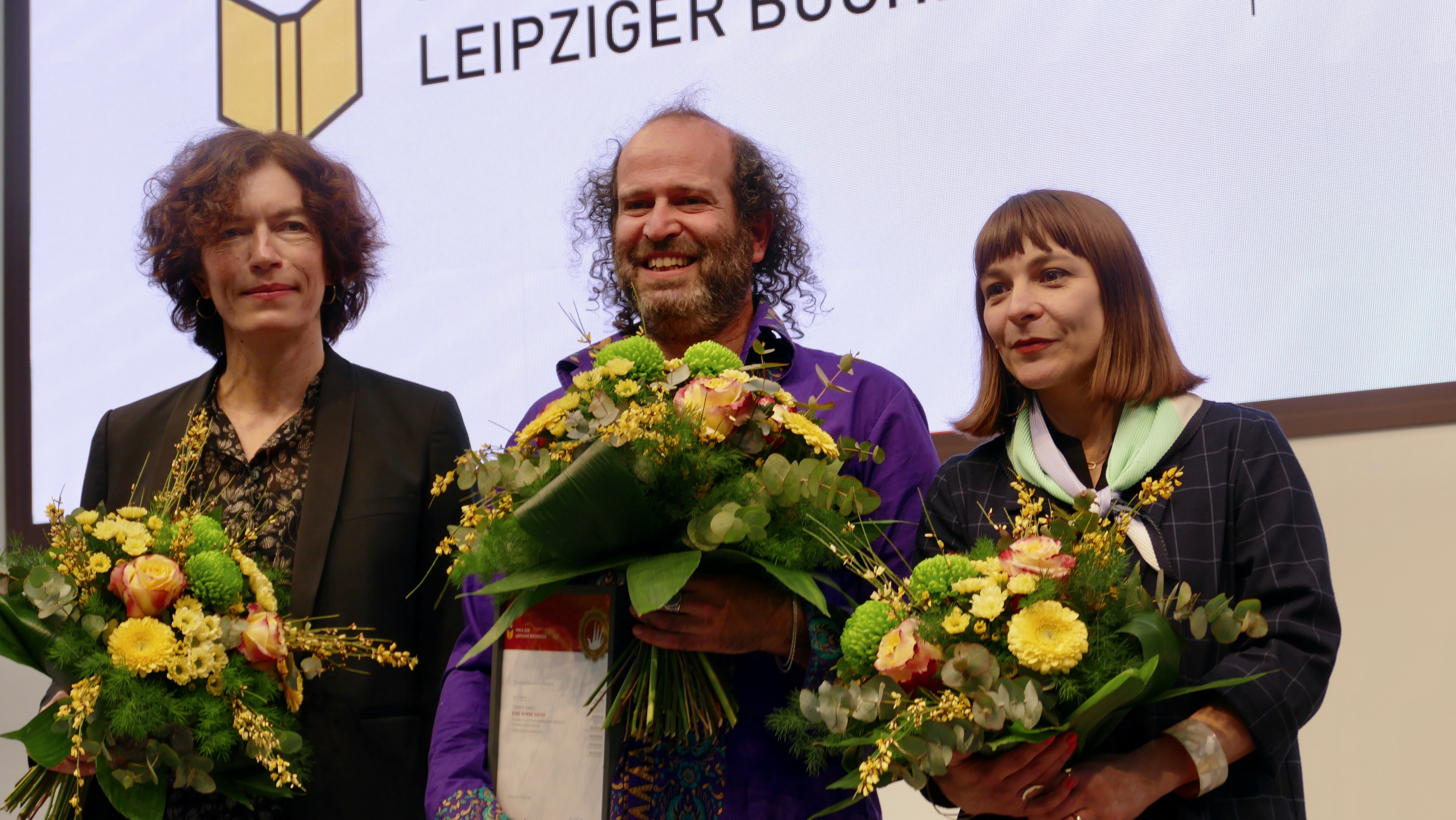
Preisverleihung der Leipziger Buchmesse mit, von links nach rechts, Anne Weber, Tomer Gardi und Uljana Wolf.

- Leipzig/Deutschland: Tomer Gardi, Uljana Wolf und Anne Weber werden mit dem Preis der Leipziger Buchmesse ausgezeichnet.

### Freitag, 18. März 2022
- Beiarn/Norwegen: Im Rahmen des Manövers Cold Response stürzt eine Bell-Boeing V-22 des United States Marine Corps ab, die vier Insassen kommen ums Leben.
- Wien/Österreich: Bei der Wahl des Nachfolgers von Anton Zeilinger als Präsident der Österreichischen Akademie der Wissenschaften setzt sich der ehemalige Wissenschaftsminister Heinz Faßmann gegen den Geochemiker Christian Köberl und den Romanisten Michael Rössner durch.

### Samstag, 19. März 2022

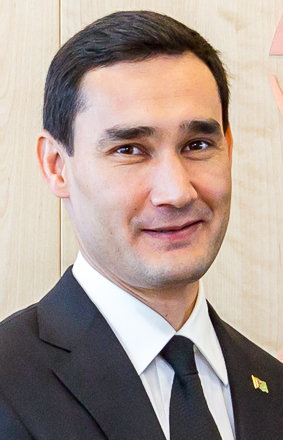
Serdar Berdimuhamedow (2018)

- Aşgabat/Turkmenistan: Eine Woche nach seiner Wahl wird mit Serdar Berdimuhamedow der Sohn des Vorgängers Gurbanguly Berdimuhamedow in sein Amt als Staatspräsident eingeführt.

### Sonntag, 20. März 2022
- As-Sachir/Bahrain: Mit einem Sieg von Charles Leclerc auf Ferrari beim Großen Preis von Bahrain beginnt die 73. Saison der Formel-1-WM.
- Belgrad/Serbien: Letzter Tag der Leichtathletik-Hallen-WM
- Méribel/Frankreich: Der Alpine Skiweltcup geht zu Ende, Sieger in der Gesamtwertung werden Marco Odermatt bei den Männern und Mikaela Shiffrin bei den Frauen.
- Oslo/Norwegen: Auf dem Holmenkollen endet die 45. Saison  des Biathlon-Weltcup. Die Gesamtwertung gewinnen die Norwegerin Marte Olsbu Røiseland bei den Frauen und der Franzose Quentin Fillon Maillet bei den Männern.

### Montag, 21. März 2022
- Teng/Volksrepublik China: Beim Absturz einer Boeing 737-800 der China Eastern Airlines kommen alle 123 Passagiere und die 9 Besatzungsmitglieder ums Leben.

### Dienstag, 22. März 2022
- Grünheide/Deutschland: Die Tesla Gigafactory Berlin-Brandenburg geht in Betrieb.
- Moskau/Russland: Nachdem sich die japanische Regierung als Reaktion auf den Überfall auf die Ukraine den Sanktionen gegen die Russische Föderation angeschlossen hatte, kündigt diese die Verhandlungen zur Lösung des Kurilenkonflikts auf.
- Pokrow/Russland: Der Systemkritiker Alexei Nawalny wird wegen angeblicher Veruntreuung und Beleidigung zu neun Jahren Lagerhaft verurteilt.

### Donnerstag, 24. März 2022
- Wien/Österreich: Wolf Biermann, Esther Schapira und Christian Ultsch werden mit dem Arik-Brauer-Publizistikpreis ausgezeichnet.

### Freitag, 25. März 2022
- Hollywood/Vereinigte Staaten: Liv Ullmann, Samuel L. Jackson und Elaine May werden mit einem Ehrenoscar, Danny Glover mit dem Jean Hersholt Humanitarian Award ausgezeichnet.
- Zürich/Schweiz: Schweizer Filmpreis 2022

### Samstag, 26. März 2022
- Köln/Deutschland: Die lit.Cologne, größtes Literaturfestival Europas, geht zu Ende.
- Los Angeles/Vereinigte Staaten: 42. Verleihung der Goldenen Himbeere.
- Valletta/Malta: Parlamentswahl

### Sonntag, 27. März 2022
- Bern/Schweiz: Kantonalwahl
- Los Angeles/USA: Oscarverleihung
- Montpellier/Frankreich: Ende der Eiskunstlauf-WM
- Planica/Slowenien: Der Skisprung-Weltcup der Männer geht zu Ende.
- Planica/Slowenien: Der 33-jährige deutsche Skispringer Severin Freund, der Olympiasieger, Weltmeister und Gesamtweltcupsieger ist, kündigte bei seinem 28. Platz sein Karriereende an. Freund möchte von nun an im DSV mitarbeiten.[5]
- Saarbrücken/Deutschland: Landtagswahl im Saarland

### Dienstag, 29. März 2022
- Arusha/Tansania: Als siebter Mitgliedsstaat tritt die Demokratische Republik Kongo der Ostafrikanischen Gemeinschaft bei.

### Mittwoch, 30. März 2022
- Lissabon/Portugal: Zwei Monate nach der Parlamentswahl wird die von Premierminister António Costa geleitete neue Regierung vereidigt.
- Rauris/Österreich: Beginn der Rauriser Literaturtage (bis 3. April) mit Verleihung des Rauriser Literaturpreises an Anna Albinus für ihre Novelle Revolver Christi.
- Tunis/Tunesien: Staatspräsident Kais Saied ordnet die Auflösung des Parlaments des Landes an.

### Donnerstag, 31. März 2022
- Heidelberg/Deutschland: Anetta Kahane gibt den Vorsitz der Amadeu Antonio Stiftung auf.
- Dubai: Ende der Weltausstellung Expo 2020 nach 181 Tagen